# Chiesa di San Carlo Borromeo (Ossana)
La chiesa di San Carlo Borromeo è una chiesa sussidiaria a Fucine, frazione di Ossana, comune della Val di Sole in Trentino.

## Storia
La prima chiesa dedicata a San Carlo Borromeo, fu edificata nel corso del Seicento. La cronaca riporta che venne distrutta nel 1846, travolta da una esondazione del torrente Vermigliana. L'edificio di culto attuale venne costruita tra il 1902 ed il 1904, su progetto del Binelli, dislocato in zona più sicura rispetto alla precedente, a monte dell'abitato. Venne mantenuta l’intitolazione al santo milanese e la chiesa fu benedetta il 27 novembre 1904. Durante la prima guerra mondiale l'edificio venne degradato a deposito militare dall'esercito austro-ungarico. Il 29 settembre 1920, giorno di San Michele, la chiesa fu riaperta al culto.
All’interno si trovano un pregiato altare ligneo in stile neogotico, opera dello scultore Perathoner ed alcuni quadri settecenteschi, provenienti dalla chiesa precedente. 

## Galleria d'immagini

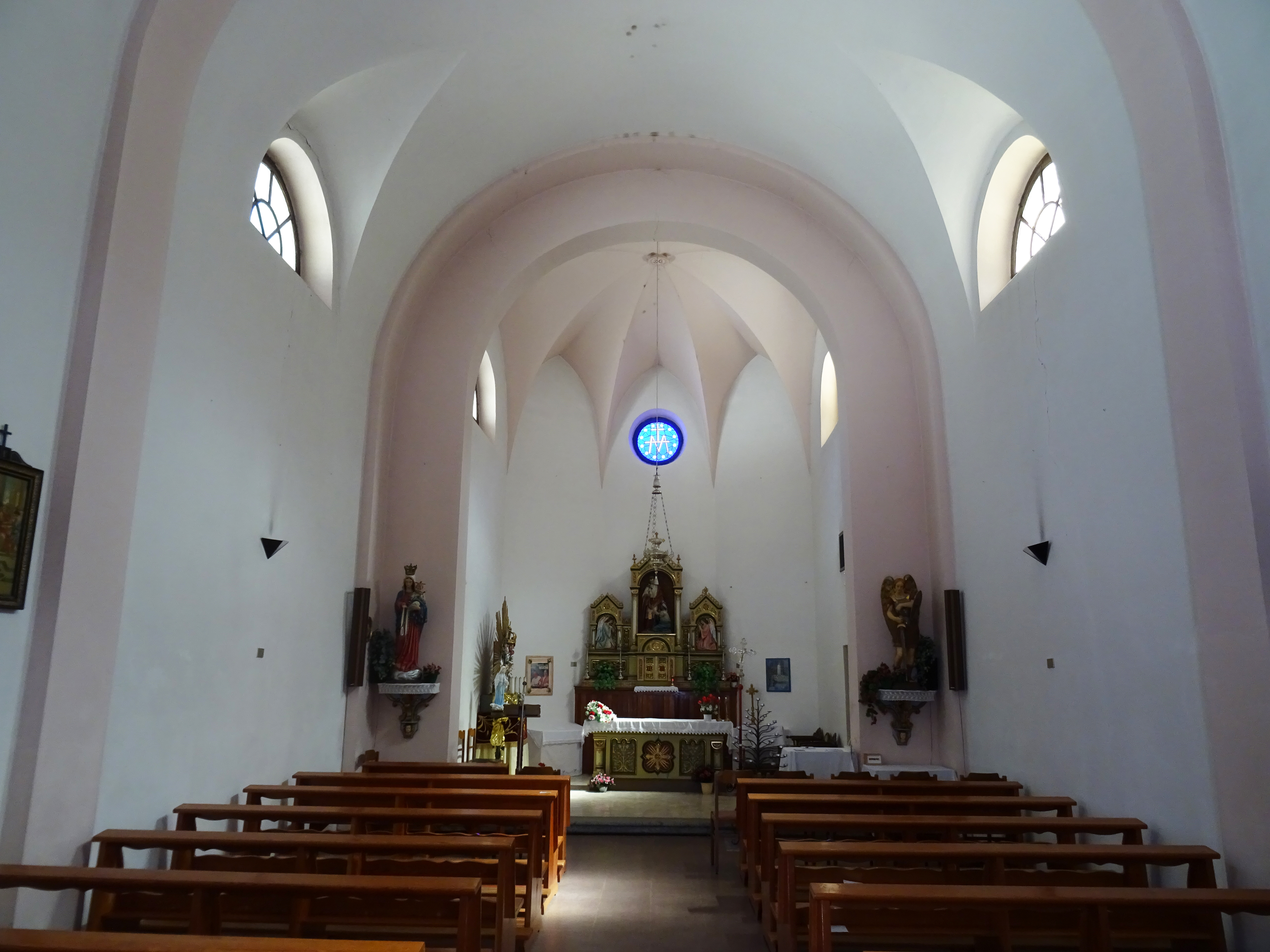
Interno.
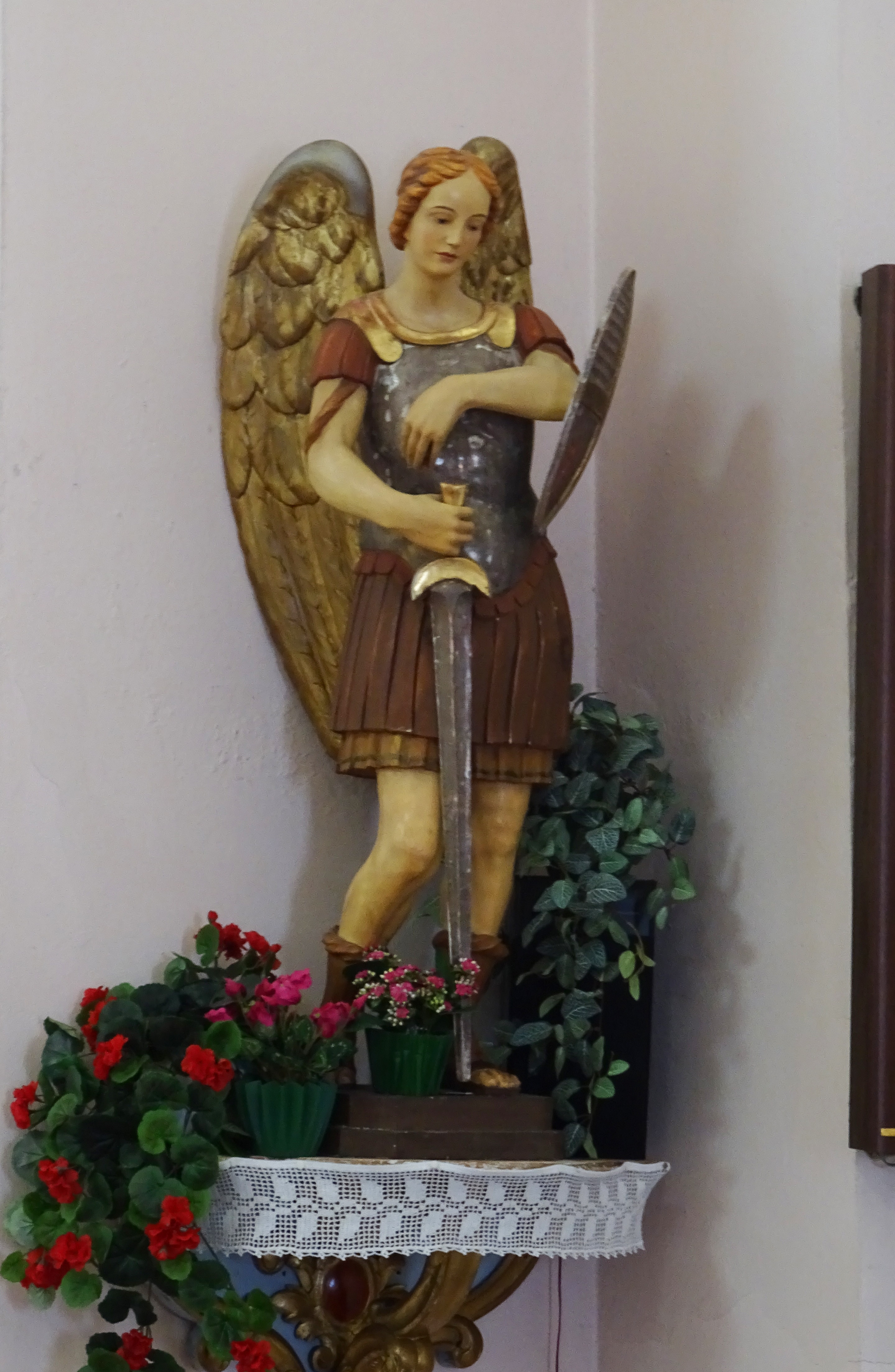
Statua di San Michele.
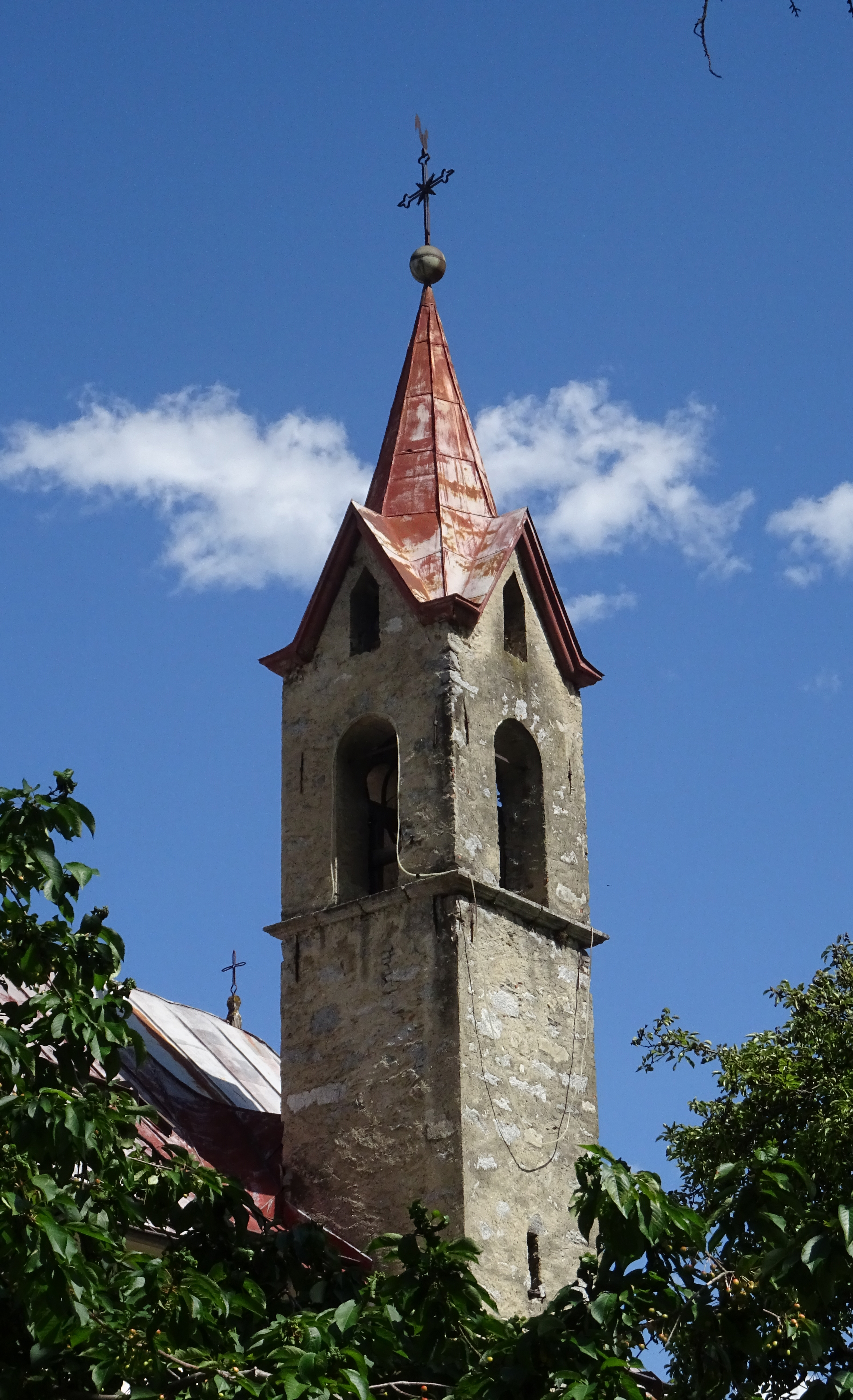
Il campanile.